# Romeo and Juliet (single)
"Romeo and Juliet" is een numner van de Britse rockband Dire Straits en is afkomstig van het derde studioalbum Making Movies uit 1980. Op 9 januari 1981 werd het nummer op single uitgebracht.

## Achtergrond
In thuisland het Verenigd Koninkrijk werd in februari 1981 de 8e positie bereikt in de UK Singles Chart en de 5e in Ierland. 
In Nederland werd de plaat wel regelmatig gedraaid op Hilversum 3, desondanks werd géén notering behaald in de destijds drie landelijke hitlijsten op de nationale publieke popzender (de Nederlandse Top 40, Nationale Hitparade en de TROS Top 50). Ook in de Europese hitlijst op Hilversum 3, de TROS Europarade, werd géén notering behaald.
In België behaalde de plaat géén notering in zowel de voorloper van de Vlaamse Ultratop 50 als de Vlaamse Radio 2 Top 30 en de Waalse hitlijst.
Verder verscheen de single op de livealbums Alchemy en On the Night en op de compilatiealbums Money for Nothing, Sultans of Swing: The Very Best of Dire Straits en The Best of Dire Straits & Mark Knopfler: Private Investigations.
Het nummer is geschreven door Mark Knopfler.
De plaat stond genoteerd in de allereerste editie van de sinds december 1999 jaarlijks uitgezonden NPO Radio 2 Top 2000 van de Nederlandse publieke radiozender NPO Radio 2 en staat sinds december 2002 onafgebroken genoteerd in de lijst, met als hoogste notering tot nu toe een 203e positie in 2003.

## NPO Radio 2 Top 2000
| Nummer met noteringen in de NPO Radio 2 Top 2000 | '99 | '00-'01 | '02 | '03 | '04 | '05 | '06 | '07 | '08 | '09 | '10 | '11 | '12 | '13 | '14 | '15 | '16 | '17 | '18 | '19 | '20 | '21 | '22 | '23 | '24 |
| ------------------------------------------------ | --- | ------- | --- | --- | --- | --- | --- | --- | --- | --- | --- | --- | --- | --- | --- | --- | --- | --- | --- | --- | --- | --- | --- | --- | --- |
| Romeo and Juliet                                 | 432 | -       | 269 | 203 | 331 | 295 | 316 | 320 | 302 | 358 | 326 | 314 | 306 | 276 | 353 | 340 | 368 | 393 | 372 | 361 | 378 | 369 | 333 | 351 | 291 |

1. ↑  Een '-' betekent dat het nummer niet was genoteerd en een vetgedrukt getal geeft de hoogste notering aan.

Mark Knopfler · John Illsley
Guy Fletcher · Alan Clark · David Knopfler · Pick Withers · Hal Lindes · Terry Williams · Jack Sonni